# 卡利塔灣
卡利塔灣（英語：Carlita Bay），是南極洲的海灣，位於南喬治亞群島，處於艾萊特角以西的昆伯蘭西灣西部，在1957年由英國南極名稱諮詢委員會命名，由英國海外領土管轄。